# Pənahlılar
Pənahlılar è un comune dell'Azerbaigian situato nel distretto di Göygöl. Conta una popolazione di 1 106 abitanti.